# Ganbare Goemon no Theme
Ganbare Goemon no Theme é uma canção de Hironobu Kageyama lançada em single homônimo pela Konami em 29 de setembro de 1997.

## Produção
A faixa-título foi produzida para ser o tema de abertura do jogo de Nintendo 64 Mystical Ninja Starring Goemon, da Konami, que também produziu as canções deste single.
O single possui também a faixa "Ore wa Impact!", cantada por Ichiro Mizuki, que também toca durante o jogo.
As composições, arranjos e letras são creditadas a Goemon Seisaku Iinkai, que significa "Comitê de Produção de Goemon" em tradução livre; um coletivo de artistas da Konami responsável pela música do jogo.

## Legado
As músicas do jogo, incluindo as duas deste single, foram lançadas em 3 de outubro de 1997 em CD, com a adição de uma versão em remix de "Ore wa Impact!".
A banda The 8-Bit Big Band fez um cover de "Ore wa Impact!" em 2018.

## Recepção
Peter Bartholow, da GameSpot, na sua crítica do jogo, elogiou as músicas, dizendo "as canções japonesas são fanhosas e com potencial de deixar o ouvinte saindo cantarolando-as."

## Faixas
| N.º            | Título                                               | Letras                | Música                | Arranjo               | Duração |  |
| 1.             | "Ganbare Goemon no Theme" (Vocal: Hironobu Kageyama) | Goemon Seisaku Iinkai | Goemon Seisaku Iinkai | Goemon Seisaku Iinkai | 2:49    |  |
| 2.             | "Ore wa Impact!" (Vocal: Ichiro Mizuki)              | Goemon Seisaku Iinkai | Goemon Seisaku Iinkai | Goemon Seisaku Iinkai | 2:55    |  |
| 3.             | "Ganbare Goemon no Theme (Karaokê)"                  | instrumental          | Goemon Seisaku Iinkai | Goemon Seisaku Iinkai | 2:50    |  |
| 4.             | "Ore wa Impact! (Karaokê)"                           | instrumental          | Goemon Seisaku Iinkai | Goemon Seisaku Iinkai | 2:53    |  |
| Duração total: | Duração total:                                       | Duração total:        | Duração total:        | Duração total:        | 11:27   |  |